# Gouden stompneusaap
De gouden stompneusaap (Rhinopithecus roxellana) of Roxellana-stompneusaap is een soort uit de familie van de apen van de Oude Wereld (Cercopithecidae). De wetenschappelijke naam van de soort werd voor het eerst geldig gepubliceerd door Milne-Edwards in 1870.

## Kenmerken
Deze aap heeft een goed isolerende, lichtbruine vacht met een roestbruin schouder- en hoofdgedeelte en een pluimstaart. Deze isolatie is ook wel nodig, want dit dier leeft bij een gemiddelde wintertemperatuur van -5° C. De lichaamslengte bedraagt 54 tot 71 cm, de staartlengte 52 tot 76 cm en het gewicht 12,5  tot 21 kg.

## Leefwijze

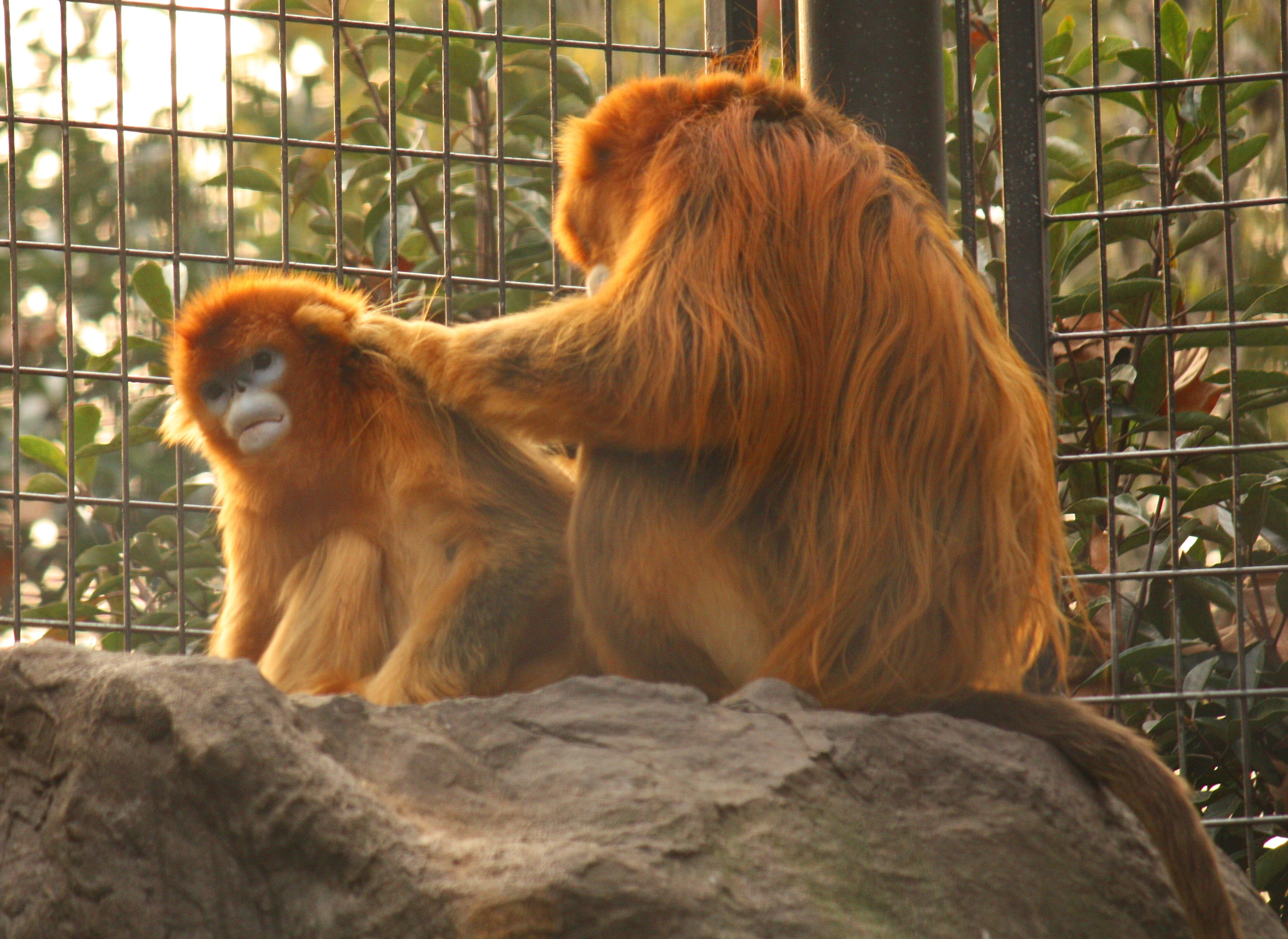

Dit dier klimt niet alleen in bomen, maar beweegt zich ook voort op de grond. Zijn voedsel bestaat uit bladen, vruchten, zaden, maar ’s winters ook korstmossen. Het leeft in groepen van enkele honderden individuen. Bij de zoektocht naar voedsel splitst de groep zich op in haremgroepjes.

## Verspreiding
Deze soort komt verspreid voor in diverse habitats, zoals gematigde- en naaldbossen, in de bergachtige streken van Oost-Azië (Zuid-China).